# Auburn, Washington
Auburn là một thành phố nằm trong quận Pierce thuộc tiểu bang Washington, Hoa Kỳ.